# Hinnerk Wehberg
Hinnerk Wehberg (* 13. November 1936 in Osnabrück) ist ein deutscher Landschaftsplaner und Architekt.

## Leben
Wehberg studierte von 1957 bis 1962 Malerei an der Hochschule für bildende Künste Hamburg (HfbK). 1963 studierte er, gefördert durch den British Council, am Hornsey College of Art in London (heute Teil der Middlesex University) und war bis 1970 dort Gastlehrer (Visiting Lecturer). 

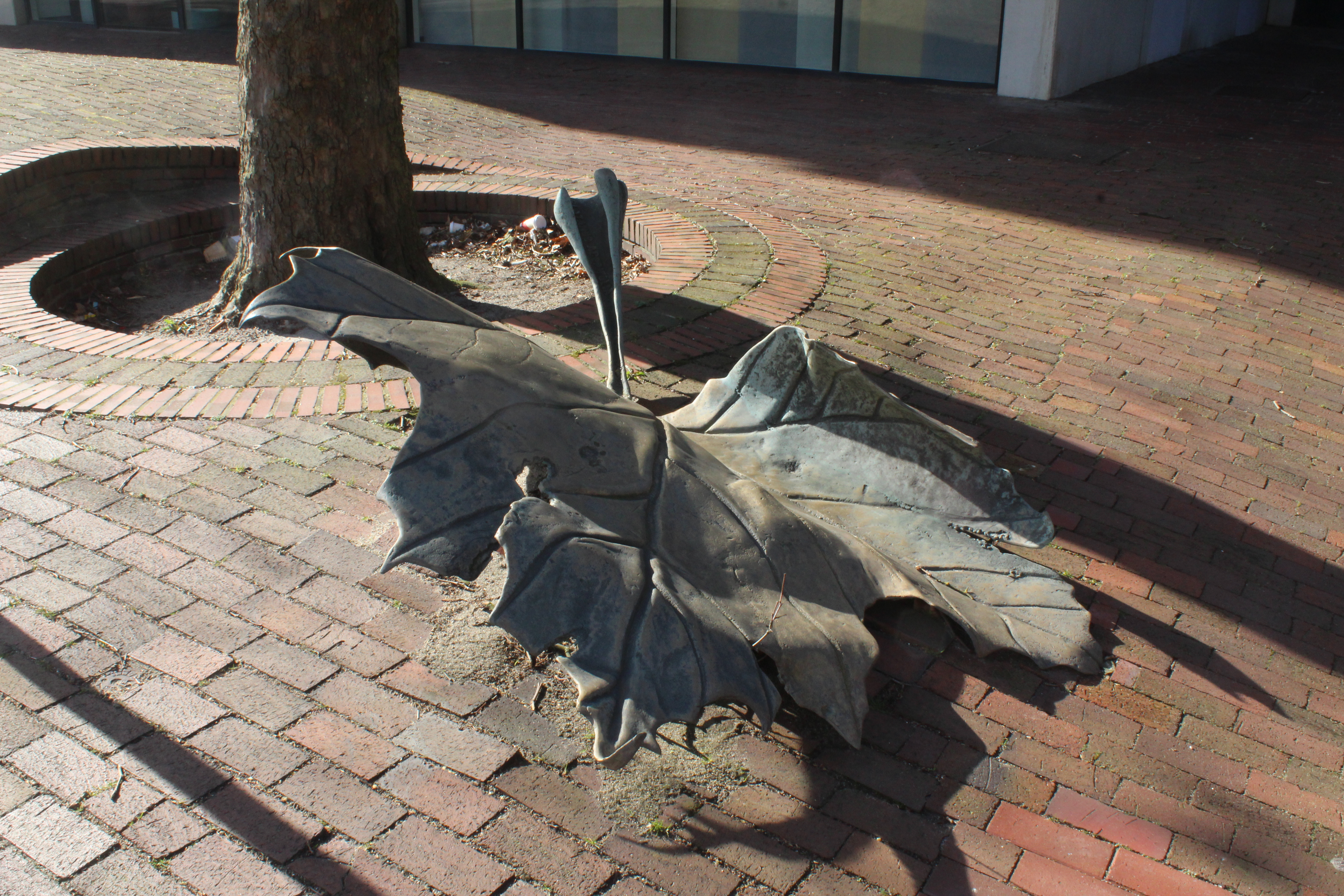
Platanas acelifolia (1973) in Hamburg-Altona-Nord

Er ließ sich 1962 in Hamburg als Freier Maler und Bildhauer nieder und gestaltete bis 1969 zahlreiche Kunst-am-Bau-Projekte, während er von 1966 bis 1969 Gastlehrer an der Hochschule für Künste Bremen war. 1969 gründete er in Hamburg mit Gustav Lange das Büro Wehberg-Lange, heute WES – LandschaftsArchitektur. Von 1975 bis 1985 war er Mitglied der Kunstkommission der Freien und Hansestadt Hamburg.
Von 1982 bis 2002 war er Professor am Institut für Städtebau und Landschaftsplanung der TU Braunschweig. Wehberg ist seit 1992 Mitglied der Freien Akademie der Künste Hamburg. Im Jahr 2005 erhielt er den Friedrich-Ludwig-von-Sckell-Ehrenring der Bayerischen Akademie der Schönen Künste.
Wehbergs Tochter Henrike Wehberg-Krafft ist ebenfalls Landschaftsplanerin und Geschäftsführerin des Büros WES – LandschaftsArchitektur. Seine Ehefrau Frauke Wehberg (* 1940) ist Bildhauerin und hat Skulpturen für seine Platzgestaltungen entworfen.

## Werke
- 1979: Europäisches Patentamt in München
- um 1985: Schlossgarten Reinbek
- um 1994 Innenhöfe von Gruner + Jahr, am Baumwall in Hamburg.
- um 1995: Platz um den Güstrower Dom
- 1996: Neue Messe in Leipzig
- 1997: Platz der Einheit in Potsdam
- um 1998: Marktplatz in Greifswald
- um 1999: Autostadt Wolfsburg
- 1999: Freiflächen Havelspitze am Nordhafen Spandau in Berlin

## Belege
1. ↑  cube-magazin.de: 
Freiräumen. Hinnerk Wehberg verortet uns in der Welt. (abgerufen am 3. Dezember 2020)

| Personendaten    | Personendaten                             |
| ---------------- | ----------------------------------------- |
| NAME             | Wehberg, Hinnerk                          |
| KURZBESCHREIBUNG | deutscher Landschaftsplaner und Architekt |
| GEBURTSDATUM     | 13. November 1936                         |
| GEBURTSORT       | Osnabrück                                 |